# Laura Sedgwick Collins
Pour les articles homonymes, voir Collins.
Laura Sedgwick Collins (1859-1927) est une musicienne, compositrice et actrice américaine.

## Biographie
Laura Sedgwick est née à Poughkeepsie, New York. Elle est diplômée du Lyceum School of Acting à New York et a joué dans des théâtres à New York et à Brooklyn.
Elle jouait du piano et composait de la musique, notamment The Two Republics, une marche jouée lors du dévoilement de la statue de la Liberté. Elle appartenait à l'Association nationale des professeurs de musique.

## Œuvres
Collins a écrit principalement de la musique de théâtre, mais aussi des chansons et des pièces pour violon.
- The Two Republics
- Pierrot, musique de théâtre
- Electra, musique de théâtre (1889)
- Thou'rt like a lovely Flower {Du bist wie eine Blume}, paroles de H. Heine (1900)
- The Night-Watch, paroles et musique de L. S. Collins (1900)
- Love is a Sickness, paroles de S. Daniel (1900)
- The Origin of the Rainbow (1908)
- My Philosophy, chanson ; parole et musique de L. S. Collins (1911)
- Sleepy Time, chanson ; paroles de A. Fitch (1913)
- Tree of Light! chant de noël ; paroles et musique de L. S. Collins  (1916)
- Everybody's Christmas! and It's your Christmas and mine! ; paroles de Louise Horton ; deux chants de noël pour chorale mixte avec accompagnement à l'orgue et au piano (1917)
- In memoriam: A tribute to Theodore Roosevelt (1919)